# Reistur Ketilsson
Reistur Bjarneyja-Ketilsson foi um explorador víquingue e um dos primeiros colonos de Norður-Þingeyjarsýsla, na Islândia, onde estabeleceu um assentamento em começo do século X. O seu fílho Árnsteinn Reistarsson foi o primeiro goði de Öxarfjörður.